# Gozd Kranj - Škofja Loka
Gozd Kranj - Škofja Loka este o arie protejată (arie specială de conservare — SAC, sit de importanță comunitară — SCI) din Slovenia întinsă pe o suprafață de 1.943,75 ha, integral pe uscat.

## Localizare
Centrul sitului Gozd Kranj - Škofja Loka este situat la coordonatele 46°12′42″N 14°18′13″E / 46.2117°N 14.3037°E.

## Înființare
Situl Gozd Kranj - Škofja Loka a fost declarat sit de importanță comunitară în aprilie 2004 pentru a proteja 1 specie de plante și 4 specii de animale. Situl a fost protejat și ca arie specială de conservare în februarie 2012.

## Biodiversitate
Situată în ecoregiunea continentală, aria protejată nu include niciun habitat protejat.
La baza desemnării sitului se află mai multe specii protejate:
- plante (1): Eleocharis carniolica
- amfibieni (1): izvoraș-cu-burta-galbenă (Bombina variegata)
- nevertebrate (3): Austropotamobius torrentium, fluturele-tigru (Callimorpha quadripunctaria), Cordulegaster heros